# صلاح الدين العلائي
أبو سعيد العلائي، صلاح الدين، خليل بن كيكلدي بن عبد الله العلائي الدمشقي الشافعي . مفسر ومحدث وفقيه ونحوي وأديب ومؤرخ.
ولد سنة 694هـ في دمشق وتعلم فيها، ورحل رحلة طويلة. ثم أقام في القدس زماناً وعمل مدرساً في الصلاحية سنة 731 هـ، وتوفي في القدس سنة 761هـ. ودفن بمقبرة باب الرحمة.
ولي تدريس الحديث بالناصرية سنة 718هـ، ثم إنه درَّس بالأسدية سنة 723هـ، ثم درّس بحلقة صاحب حمص سنة 728هـ. ثم انتقل إلى تدريس المدرسة الصلاحية بالقدس سنة 731هـ، وتولّى مشيخة دار الحديث السيفية بالقدس.
قال عنه الصفدي: «كان أعجوبة في علومه الجمه، وفضائله التي لم يكن أمرها على الناس غمه. أتقن التفسير، وعلم من الحديث ما يشهد به له الجم الغفير. وبرع في الفروع والأصول، وأحاط بما في المحصل والمحصول، واستخرج لباب الإعراب، واطلع على أسرار لغة الأعراب، وعلم تراجم أعيان العالم، وعرف وقائع من داهى أو سالم. وأما نقد الصحيح من الحديث فذاك فن تفرد بخاصته، وشهد له أهل زمانه في أفراده وعامته، وتصانيفه تؤيد هذه الدعاوي، وتعاليقه تحقق له المحاسن، وتنفي عنه المساوي.» 
قال ابن قاضي شهبة: «جد واجتهد حتى فاق أهل عصره في الحفظ والإتقان... كان إماماً في الفقه والنحو والأصول، مفنناً في علوم الحديث، ومعرفة الرجال، علامة في معرفة المتون والأسانيد، بقية الحفاظ. ومصنفاته تنبئ عن إمامته في كل فن، درس وأفتى وناظر، ولم يخلف بعده مثله.» 
وقال السبكي: «وكان حافظاً ثبتاً ثقة عارفاً بأسماء الرجال والعلل والمتون فقيهاً متكلماً أديباً شاعراً ناظماً ناثراً متفنناً أشعرياً صحيح العقيدة سنياً لم يخلف بعده في الحديث مثله» 

## مؤلفاته
له من التصانيف الكثير، ومن أشهرها:
1. إثارة الفوائد المجموعة في الإشارة إلى الفرائد المسموعة في الحديث.
2. تحفة القادم من فوائد أبي القاسم.
3. تفصيل الإجمال في تعارض الأقوال والأفعال.
4. تنقيح الفهوم في صيغ العموم.
5. تهذيب الوصول إلى مختصر جامع الأصول.
6. جامع التحصيل في أحكام المراسيل.
7. الدرة السنية في مولد خير البرية.
8. رفع الإشكال عن حديث صيام ستة أيام من شوال.
9. العدة عند الكرب والشدة.
10. عقيلة الطالب في ذكر أشرف الصفات والمناقب.
11. قواعد العلائي في الفروع.
12. المائة المنتقاة من صحيح مسلم.
13. المائة المنتقاة من الترمذي.
14. المائة المنتقاة من مشيخة الفخر.
15. الوشي المعلم فيمن روى عن أبيه عن جده عن النبي صلى الله عليه وسلم.